# Laghi per superficie
Di seguito viene presentata una lista che comprende i laghi, ordinati per area, aventi una superficie superiore ai 10000 km².
Nota: l'area di alcuni laghi può variare considerevolmente nel corso del tempo, sia su base stagionale sia di anno in anno, fenomeno maggiormente ricorrente nei laghi salati situati in aree mondiali dal clima arido.

## Laghi stabili
Lista parziale.
Sebbene le definizioni di mare/lago attribuibili al Mar Caspio e al Lago di Maracaibo siano oggetto di dibattito in ambito politico e geologico, vengono comunque inclusi per ragioni convenzionali.
| colore rappresentativo del continente di appartenenza | colore rappresentativo del continente di appartenenza | colore rappresentativo del continente di appartenenza | colore rappresentativo del continente di appartenenza | colore rappresentativo del continente di appartenenza | colore rappresentativo del continente di appartenenza | colore rappresentativo del continente di appartenenza |
| ----------------------------------------------------- | ----------------------------------------------------- | ----------------------------------------------------- | ----------------------------------------------------- | ----------------------------------------------------- | ----------------------------------------------------- | ----------------------------------------------------- |
| Africa                                                | Asia                                                  | Europa                                                | America del Nord                                      | America del Sud                                       | Oceania                                               | Antartide                                             |

### Laghi oceanici
|   | Nome        | Nazioni confinanti                              | Area                      | Lunghezza         | Profondità max     | Volume                  | Miniatura (viene usata la stessa scala per tutti i laghi) | Note |
| - | ----------- | ----------------------------------------------- | ------------------------- | ----------------- | ------------------ | ----------------------- | --------------------------------------------------------- | --- |
| 1 | Mar Caspio* | Kazakistan Turkmenistan Iran Azerbaigian Russia | 386.400 km² (149.200 mi²) | 1.199 km (745 mi) | 1.025 m (3.363 ft) | 78.200 km³ (18.800 mi³) |                                                           | È il bacino endoreico più esteso del pianeta, con caratteristiche assimilabili sia ai mari che ai laghi. Anche se geograficamente è per definizione un lago salato, geologicamente è, secondo alcuni autori, un mare o oceano minore. |

### Laghi continentali
|    | Nome                        | Nazioni confinanti                   | Area                         | Lunghezza       | Profondità max     | Volume                          | Miniatura (viene usata la stessa scala per tutti i laghi) | Note |
| -- | --------------------------- | ------------------------------------ | ---------------------------- | --------------- | ------------------ | ------------------------------- | --------------------------------------------------------- | --- |
| 2  | Michigan-Huron              | Canada Stati Uniti                   | 117 702 km² (45 445 mi²)     | 710 km (441 mi) | 282 m (925 ft)     | 8 458 km³ (2 029 mi³)           |                                                           | Il Lago Michigan e il Lago Huron sono fisicamente un unico bacino. Se considerati separatamente, l'Huron e il Michigan sono rispettivamente il terzo e il quarto tra i più estesi laghi d'acqua dolce.                                                                        |
| 3  | Superiore                   | Canada Stati Uniti                   | 82 414 km² (31 820 mi²)      | 616 km (383 mi) | 406 m (1 332 ft)   | 12 000 km³ (2 900 mi³)          |                                                           | Il più esteso lago d'acqua dolce nel mondo se si considerano il Michigan-Huron come due laghi separati. |
| 4  | Vittoria                    | Uganda Kenya Tanzania                | 69 485 km² (26 828 mi²)      | 322 km (200 mi) | 84 m (276 ft)      | 2 750 km³ (660 mi³)             |                                                           | Il secondo più esteso lago d'acqua dolce nel mondo se si considera il Michigan-Huron come due laghi separati. |
| 5  | Tanganica                   | Burundi Tanzania Zambia RD del Congo | 32 893 km² (12 700 mi²)      | 676 km (420 mi) | 1 470 m (4 823 ft) | 18 900 km³ (4 500 mi³)          |                                                           | Il secondo più profondo lago mondiale. |
| 6  | Bajkal                      | Russia                               | 31 500 km² (12 162 mi²)      | 636 km (395 mi) | 1 637 m (5 371 ft) | 23 600 km³ (5 700 mi³)          |                                                           | Il più profondo lago nel mondo, quello di maggior volume tra quelli d'acqua dolce e il più esteso tra quelli compresi in un'unica entità nazionale, se non si considera il Michigan come entità separata dall'Huron.                                                          |
| 7  | degli Orsi                  | Canada                               | 31 080 km² (12 000 mi²)      | 373 km (232 mi) | 446 m (1 463 ft)   | 2 236 km³ (536 mi³)             |                                                           | Il più esteso lago tra quelli interamente in territorio canadese. |
| 8  | Malawi                      | Tanzania Mozambico Malawi            | 30 044 km² (11 600 mi²)      | 579 km (360 mi) | 706 m (2 316 ft)   | 8 400 km³ (2 000 mi³)           |                                                           | Il secondo più profondo lago africano, caratterizzato dal possedere il maggior numero di specie ittiche rispetto a qualsiasi altro lago mondiale. |
| 9  | degli Schiavi               | Canada                               | 28 930 km² (11 170 mi²)      | 480 km (298 mi) | 614 m (2 014 ft)   | 2 090 km³ (500 mi³)             |                                                           | Il più profondo lago del Nord America. |
| 10 | Erie                        | Canada Stati Uniti                   | 25 719 km² (9 930 mi²)       | 388 km (241 mi) | 64 m (210 ft)      | 489 km³ (117 mi³)               |                                                           | Il lago Erie è il meno profondo dei Grandi Laghi. |
| 11 | Lago Winnipeg               | Canada                               | 23 553 km² (9 094 mi²)       | 425 km (264 mi) | 36 m (118 ft)      | 283 km³ (68 mi³)                |                                                           | |
| 12 | Ontario                     | Canada Stati Uniti                   | 19 477 km² (7 520 mi²)       | 311 km (193 mi) | 244 m (801 ft)     | 1 639 km³ (393 mi³)             |                                                           | |
| 13 | Balqaš*                     | Kazakistan                           | 18 428 km² (7 115 mi²)       | 605 km (376 mi) | 26 m (85 ft)       | 106 km³ (25 mi³)                |                                                           | Il più esteso lago dell'Asia centrale |
| 14 | Ladoga                      | Russia                               | 18 130 km² (7 000 mi²)       | 219 km (136 mi) | 230 m (755 ft)     | 908 km³ (218 mi³)               |                                                           | Il più esteso lago d'Europa |
| 15 | Vostok                      | Australia (rivendicato)              | 15 690 km² (6 058 mi²)       | 250 km (155 mi) | 1 000 m (3 281 ft) | 5 400±1 600 km³ (1 300±380 mi³) |                                                           | Il più esteso lago subglaciale del mondo. |
| 16 | Maracaibo                   | Venezuela                            | 13 280 km² (5 127 mi²)       | 76 km           | 60 m               | 280 km³                         |                                                           | Anche se geograficamente è una vasta baia del golfo del Venezuela, geologicamente è un lago tettonico, il più esteso del Sud America. |
| 17 | Onega                       | Russia                               | 9 891 km² (3 819 mi²)        | 248 km (154 mi) | 120 m (394 ft)     | 280 km³ (67 mi³)                |                                                           | Il secondo più esteso lago d'Europa |
| 18 | Titicaca                    | Perù Bolivia                         | 8 330 km² (3 216 mi²)        | 177 km (110 mi) | 281 m (922 ft)     | 893 km³ (214 mi³)               |                                                           | È il lago navigabile più alto del mondo (situato a 3 812 m sopra il livello del mare). Se si considera il Maracaibo una baia, è il lago più esteso del Sud America. |
| 19 | Nicaragua                   | Nicaragua                            | 8 157 km² (3 149 mi²)        | 177 km (110 mi) | 26 m (85 ft)       |                                 |                                                           | Il più esteso lago dell'America centrale |
| 20 | Athabasca                   | Canada                               | 7 920 km² (3 058 mi²)        | 335 km (208 mi) | 243 m (797 ft)     | 110 km³ (26 mi³)                |                                                           | Il più esteso lago del Saskatchewan/Alberta |
| 21 | Tajmyr                      | Russia                               | 6 990 km² (2 699 mi²)        | 250 km (155 mi) | 26 m (85 ft)       |                                 |                                                           | |
| 22 | Turkana*                    | Etiopia Kenya                        | 6 405 km² (2 473 mi²)        | 248 km (154 mi) | 109 m (358 ft)     | 204 km³ (49 mi³)                |                                                           | Il più esteso lago permanente in territorio desertico e il più esteso lago alcalino nel mondo. |
| 23 | delle Renne                 | Canada                               | 6 330 km² (2 444 mi²)        | 245 km (152 mi) | 337 m (1 106 ft)   |                                 |                                                           | |
| 24 | Ysyk-Köl*                   | Kirghizistan                         | 6 280 km² (2 425 mi²)        | 182 km (113 mi) | 668 m (2 192 ft)   | 1 738 km³ (417 mi³)             |                                                           | Il lago, nonostante la latitudine, non ghiaccia mai in inverno |
| 25 | Urmia*                      | Iran                                 | 6 001 km² (2 317 mi²)        | 130 km (81 mi)  | 16 m (52 ft)       |                                 |                                                           | Il più esteso lago del Medio Oriente |
| 26 | Vänern                      | Svezia                               | 5 545 km² (2 141 mi²)        | 140 km (87 mi)  | 106 m (348 ft)     | 153 km³ (37 mi³)                |                                                           | Il più esteso lago della Svezia nonché terzo lago più esteso d'Europa. |
| 27 | Winnipegosis                | Canada                               | 5 403 km² (2 086 mi²)        | 245 km (152 mi) | 254 m (833 ft)     |                                 |                                                           | |
| 28 | Alberto                     | Uganda RD del Congo                  | 5 299 km² (2 046 mi²)        | 161 km (100 mi) | 58 m (190 ft)      | 280 km³ (67 mi³)                |                                                           | |
| 29 | Mweru                       | Zambia RD del Congo                  | 5 120 km² (1 977 mi²)        | 131 km (81 mi)  | 27 m (89 ft)       | 38 km³ (9.1 mi³)                |                                                           | |
| 30 | Nettilling                  | Canada                               | 5 066 km² (1 956 mi²)        | 113 km (70 mi)  | 132 m              |                                 |                                                           | Situato nell'isola di Baffin è il più grande lago presente in un'isola. |
| 31 | d'Aral meridionale*         | Kazakistan Uzbekistan                | ≈ 5 000 km² (1 931 mi²)      | 195 km (121 mi) | 45 m (148 ft)      |                                 |                                                           | Nel 1960, il lago d'Aral era il quarto più esteso lago del mondo con una superficie pari a 68 000 km². Il bacino occidentale del lago d'Aral meridionale si presume possa stabilizzarsi a circa 5 000 km²; a inizio 2009, il bacino orientale era essenzialmente prosciugato. |
| 32 | Nipigon                     | Canada                               | 4 843 km² (1 870 mi²)        | 116 km (72 mi)  | 165 m (541 ft)     |                                 |                                                           | |
| 33 | Manitoba                    | Canada                               | 4 706 km² (1 817 mi²)        | 225 km (140 mi) | 248 m (814 ft)     |                                 |                                                           | |
| 34 | Gran Lago Salato*           | Stati Uniti                          | 4 662 km² (1 800 mi²)        | 121 km (75 mi)  | 10 m (33 ft)       |                                 |                                                           | |
| 35 | Qinghai*                    | Cina                                 | 4 489 km² (1 733 mi²) (2007) |                 |                    |                                 |                                                           | Il più esteso lago dell'Asia orientale |
| 36 | Sistema lacustre del Saimaa | Finlandia                            | 4 377 km² (1 690 mi²)        |                 | 82 m (269 ft)      | 36 km³ (8.6 mi³)                |                                                           | Sistema di circa 120 laghi; il più grande è il Lago Saimaa vero e proprio di 1 147 km² (443 mi²) |
| 37 | dei Boschi                  | Canada Stati Uniti                   | 4 350 km² (1 680 mi²)        | 110 km (68 mi)  | 64 m (210 ft)      |                                 |                                                           | |
| 38 | Chanka                      | Cina Russia                          | 4 190 km² (1 618 mi²)        |                 | 10,6 m (35 ft)     |                                 |                                                           | |
| 39 | Tana                        | Etiopia                              | 3 673 km² (1 418 mi²)        |                 |                    |                                 |                                                           | Il suo immissario Little Abbay è considerato il ramo sorgentizio del Nilo Azzurro. |

Il simbolo * è apposto in presenza di un lago salato.

## Laghi a superficie variabile
Esiste un gran numero di pianure alluvionali che durante la stagione delle piogge superano i 4 000 km². Tra questi si citano il Tonle Sap in Cambogia (2 700 km² che arrivano a 16 000 km²), il lago Poyang (dai normali 1 000 km² a 4 400 km²) ed il lago Dongting (2 820 km² a 20 000 km²) in Cina, il delta interno del Niger nel Mali, il Sudd in Sudan (che supera i 130 000 km²), il delta dell'Okavango in Botswana, il Pantanal tra Brasile e Paraguay, e tratti del Rio delle Amazzoni. Sono presenti anche una serie di laghi pluviali che saltuariamente oltrepassano i 4 000 km² negli anni particolarmente piovosi fanno parte di questa categoria i più estesi laghi dell'Australia, il lago Torrens (5 700 km² al suo massimo riempimento) ed il lago Eyre (9 500 km² al suo massimo riempimento).
Il lago Sarygamysh, al confine tra Uzbekistan e Turkmenistan, ha raggiunto un'estensione di circa 5 000 km² dopo la fine del XX secolo, ma non si è ancora potuto stabilire se è un cambiamento permanente.

## Laghi più estesi per continente
- Africa: Lago Vittoria
- Antartide: Lago Vostok (lago subglaciale)
- Asia: Mar Caspio (al confine con l'Europa)
- Oceania: Lago Eyre (d'acqua dolce: Lago Taupo)
- Europa: Mar Caspio (al confine con l'Asia), Lago Ladoga
- America: Lago Michigan-Huron
  - Nord America: Lago Michigan-Huron
  - Sud America: Titicaca[5][6] (il lago di Maracaibo geograficamente è un golfo e non un lago)[4]